# Hall of Fame Open 2023 - Qualificazioni singolare
Le qualificazioni del singolare del Hall of Fame Open 2023 sono state un torneo di tennis preliminare per accedere alla fase finale della manifestazione. I vincitori dell'ultimo turno entrano di diritto nel tabellone principale. In caso di ritiro di uno o più giocatori aventi diritto, a questi sono subentrati i lucky loser, ossia i giocatori che hanno perso nell'ultimo turno ma che hanno una classifica più alta rispetto agli altri partecipanti che hanno comunque perso nel turno finale.

## Teste di serie
1. Altuğ Çelikbilek (ultimo turno)
2. Beibit Žukaev (ultimo turno)
3. Li Tu (qualificato)
4. Skander Mansouri (ultimo turno)

1. Chung Yun-seong (qualificato)
2. Evan Zhu (primo turno)
3. Illja Marčenko (ultimo turno)
4. Alex Bolt (qualificato)

## Qualificati
1. Mukund Sasikumar
2. Chung Yun-seong

1. Li Tu
2. Alex Bolt

## Tabellone

### Sezione 1
|  | Primo turno | Primo turno      | Primo turno      | Primo turno | Primo turno |  |  | Ultimo turno | Ultimo turno     | Ultimo turno     | Ultimo turno | Ultimo turno |  |
|  |             |                  |                  |             |             |  |  |              |                  |                  |              |              |  |
|  | 1           | Altuğ Çelikbilek | Altuğ Çelikbilek | 6           | 7           |  |  |              |                  |                  |              |              |  |
|  | WC          | Alafia Ayeni     | Alafia Ayeni     | 2           | 65          |  |  | 1            | Altuğ Çelikbilek | Altuğ Çelikbilek | 5            | 3            |  |
|  |             | Mukund Sasikumar | 4                | 6           | 6           |  |  |              | Mukund Sasikumar | Mukund Sasikumar | 7            | 6            |  |
|  | 5           | Evan Zhu         | 6                | 2           | 3           |  |  |              |                  |                  |              |              |  |

### Sezione 2
|  | Primo turno | Primo turno         | Primo turno     | Primo turno | Primo turno |  |  | Ultimo turno | Ultimo turno    | Ultimo turno    | Ultimo turno | Ultimo turno |  |
|  |             |                     |                 |             |             |  |  |              |                 |                 |              |              |  |
|  | 2           | Beibit Žukaev       | 64              | 6           | 6           |  |  |              |                 |                 |              |              |  |
|  | WC          | Jaimee Floyd Angele | 7               | 4           | 4           |  |  | 2            | Beibit Žukaev   | Beibit Žukaev   | 4            | 3            |  |
|  | WC          | Gage Brymer         | Gage Brymer     | 3           | 68          |  |  | 5            | Chung Yun-seong | Chung Yun-seong | 6            | 6            |  |
|  | 5           | Chung Yun-seong     | Chung Yun-seong | 6           | 7           |  |  |              |                 |                 |              |              |  |

### Sezione 3
|  | Primo turno | Primo turno    | Primo turno    | Primo turno | Primo turno |  |  | Ultimo turno | Ultimo turno   | Ultimo turno   | Ultimo turno | Ultimo turno |  |
|  |             |                |                |             |             |  |  |              |                |                |              |              |  |
|  | 3           | Li Tu          | 6              | 64          | 6           |  |  |              |                |                |              |              |  |
|  |             | Matija Pecotić | 3              | 7           | 2           |  |  | 3            | Li Tu          | Li Tu          | 6            | 6            |  |
|  |             | Donald Young   | Donald Young   | 1           | 3           |  |  | 7            | Illja Marčenko | Illja Marčenko | 3            | 2            |  |
|  | 7           | Illja Marčenko | Illja Marčenko | 6           | 6           |  |  |              |                |                |              |              |  |

### Sezione 4
|  | Primo turno | Primo turno         | Primo turno         | Primo turno | Primo turno |  |  | Ultimo turno | Ultimo turno     | Ultimo turno     | Ultimo turno | Ultimo turno |  |
|  |             |                     |                     |             |             |  |  |              |                  |                  |              |              |  |
|  | 4           | Skander Mansouri    | Skander Mansouri    | 6           | 7           |  |  |              |                  |                  |              |              |  |
|  | PR          | Peter Polansky      | Peter Polansky      | 2           | 5           |  |  | 4            | Skander Mansouri | Skander Mansouri | 4            | 1            |  |
|  |             | Ramkumar Ramanathan | Ramkumar Ramanathan | 3           | 3           |  |  | 8            | Alex Bolt        | Alex Bolt        | 6            | 6            |  |
|  | 8           | Alex Bolt           | Alex Bolt           | 6           | 6           |  |  |              |                  |                  |              |              |  |